# Diocesi di Rustenburg
La diocesi di Rustenburg (in latino: Dioecesis Rustenburgensis) è una sede della Chiesa cattolica in Sudafrica suffraganea dell'arcidiocesi di Pretoria. Nel 2022 contava 54.000 battezzati su 1.185.000 abitanti. È retta dal vescovo Robert Mogapi Mphiwe.

## Territorio
La diocesi comprende parte della provincia sudafricana del Nordovest.
Sede vescovile è la città di Rustenburg, dove si trova la cattedrale del Santissimo Redentore.
Il territorio è suddiviso in 15 parrocchie.

## Storia
La prefettura apostolica fu eretta il 28 giugno 1971 con la bolla Inter rerum di papa Paolo VI, ricavandone il territorio dall'arcidiocesi di Pretoria.
Il 18 novembre 1987 la prefettura apostolica è stata elevata a diocesi con la bolla Ad beati Petri di papa Giovanni Paolo II.

## Cronotassi dei vescovi
Si omettono i periodi di sede vacante non superiori ai 2 anni o non storicamente accertati.
- Henry Lancelot Paxton Hallett, C.SS.R. † (29 settembre 1971 - 30 gennaio 1990 deceduto)
- Kevin Dowling, C.SS.R. (2 dicembre 1990 - 25 novembre 2020 ritirato)
- Robert Mogapi Mphiwe, dal 25 novembre 2020

## Statistiche
La diocesi nel 2022 su una popolazione di 1.185.000 persone contava 54.000 battezzati, corrispondenti al 4,6% del totale.
| anno | popolazione | popolazione | popolazione | presbiteri | presbiteri | presbiteri | presbiteri                | diaconi | religiosi | religiosi | parrocchie |
| anno | battezzati  | totale      | %           | numero     | secolari   | regolari   | battezzati per presbitero | diaconi | uomini    | donne     | parrocchie |
| ---- | ----------- | ----------- | ----------- | ---------- | ---------- | ---------- | ------------------------- | ------- | --------- | --------- | ---------- |
| 1980 | 23.484      | 517.000     | 4,5         | 17         |            | 17         | 1.381                     |         | 18        | 50        | 11         |
| 1990 | 36.000      | 610.000     | 5,9         | 19         | 1          | 18         | 1.894                     |         | 22        | 41        | 18         |
| 1999 | 42.500      | 850.000     | 5,0         | 19         | 5          | 14         | 2.236                     | 5       | 18        | 33        | 16         |
| 2000 | 43.300      | 855.000     | 5,1         | 20         | 5          | 15         | 2.165                     | 5       | 19        | 33        | 12         |
| 2001 | 43.750      | 859.000     | 5,1         | 23         | 6          | 17         | 1.902                     | 5       | 19        | 33        | 12         |
| 2002 | 43.875      | 855.000     | 5,1         | 25         | 6          | 19         | 1.755                     | 5       | 20        | 32        | 13         |
| 2003 | 43.775      | 985.000     | 4,4         | 26         | 7          | 19         | 1.683                     | 5       | 20        | 35        | 15         |
| 2004 | 43.500      | 980.000     | 4,4         | 24         | 5          | 19         | 1.812                     | 5       | 20        | 34        | 15         |
| 2010 | 46.900      | 1.004.000   | 4,7         | 20         | 2          | 18         | 2.345                     | 5       | 19        | 25        | 14         |
| 2014 | 47.500      | 1.044.000   | 4,5         | 23         | 3          | 20         | 2.065                     | 3       | 22        | 19        | 15         |
| 2017 | 50.140      | 1.102.170   | 4,5         | 17         | 3          | 14         | 2.949                     | 16      | 16        | 18        | 15         |
| 2020 | 52.400      | 1.152.250   | 4,5         | 17         | 3          | 14         | 3.082                     | 15      | 16        | 11        | 15         |
| 2022 | 54.000      | 1.185.000   | 4,6         | 16         | 2          | 14         | 3.375                     | 14      | 15        | 11        | 15         |